# Kajetan Dzierżykraj-Morawski

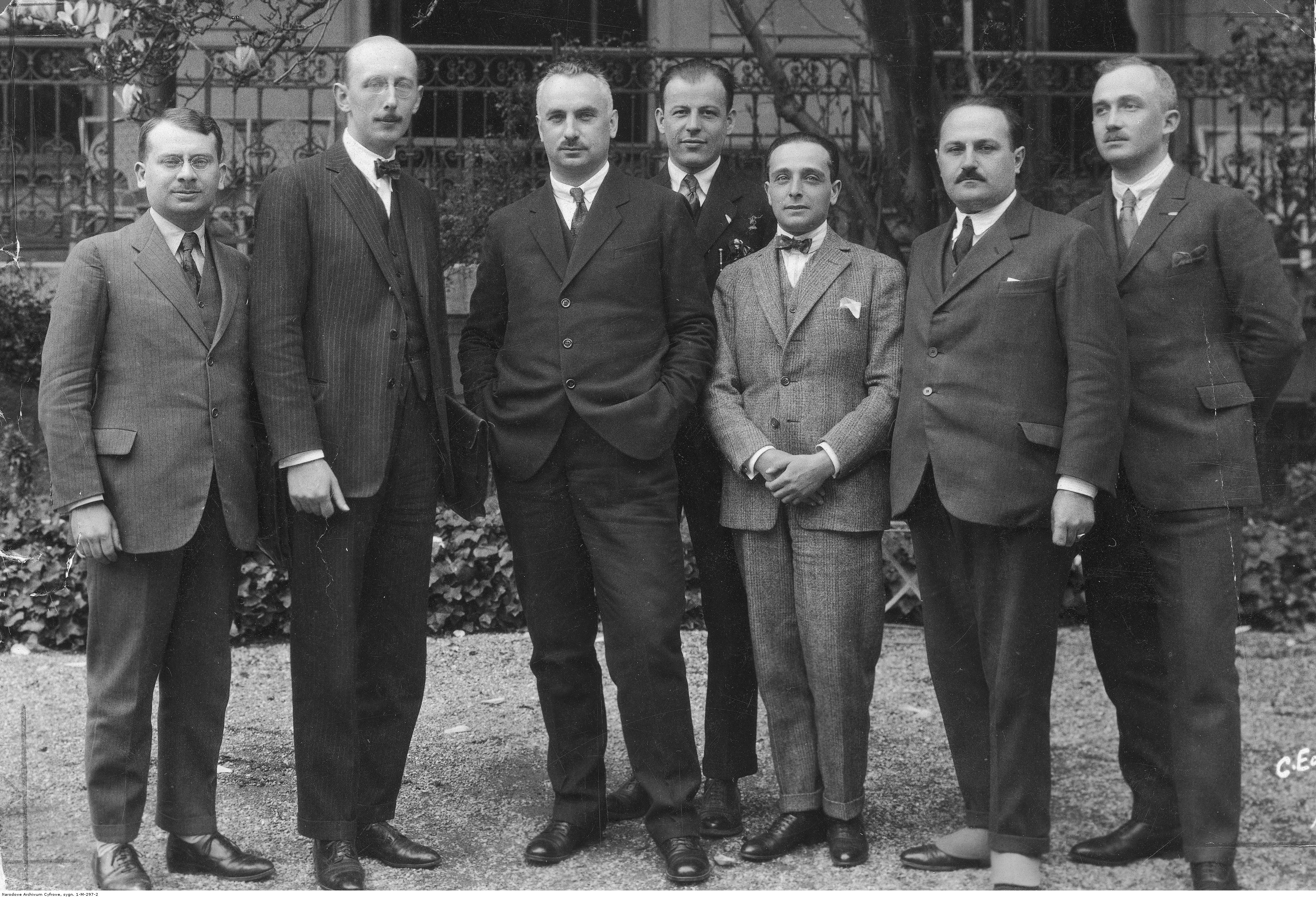
Członkowie delegacji polskiej, która wzięła udział w międzynarodowej konferencji w sprawie kontroli handlu bronią i amunicją w Genewie (maj 1925). Od lewej: Tytus Komarnicki, Kajetan Dzierżykraj-Morawski, Kazimierz Sosnkowski, Stanisław Kunstler, Tadeusz Gwiazdoski, Leon Chrzanowski

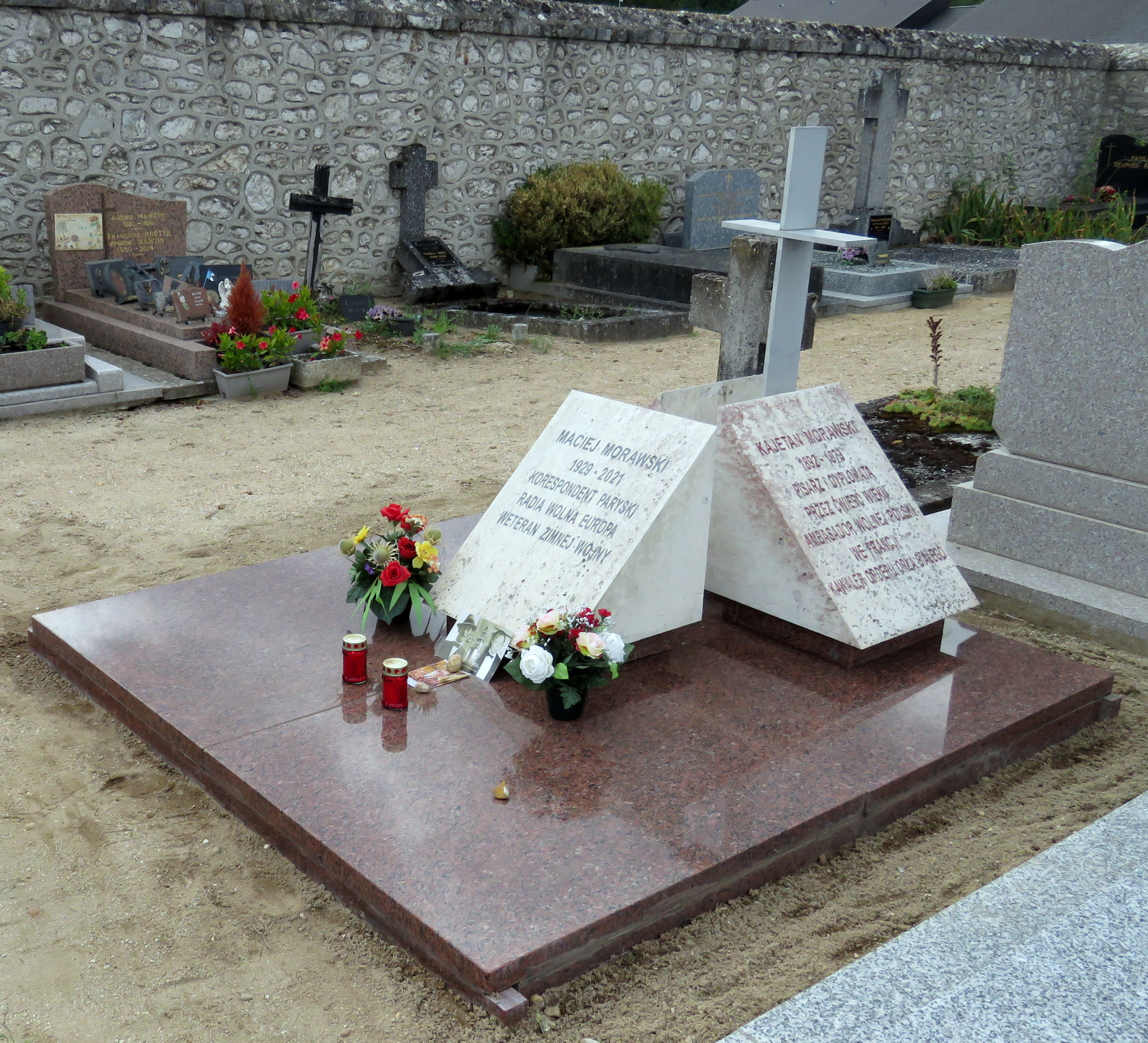
Grób Marii i Kajetana Morawskich oraz ich syna Macieja, na cmentarzu w Lailly-en-Val we Francji, 20 września 2023

Kajetan Dzierżykraj-Morawski herbu własnego, ps. „Jan Chomęcki” (ur. 19 kwietnia 1892 w Jurkowie, zm. 2 listopada 1973 w Lailly-en-Val) – polski dyplomata, polityk, działacz społeczny i publicysta.

## Życiorys
Syn Stanisława Morawskiego i Teresy z Morawskich. Jego ojciec piastował ważne lokalne stanowiska, np. prezesa Banku Ziemskiego w Poznaniu, prezesa Kółek Rolniczych w Kościanie, członka sejmiku prowincjonalnego. Kajetan uczył się w Gimnazjum im. Jana Ámosa Komeńskiego w Lesznie. W 1910 rozpoczął studia w Instytucie Rolniczym w Lipsku, a następnie w Monachium, studiując ponadto prawo i ekonomię. W 1914 powrócił do Jurkowa i objął majątek rodzinny po zmarłym ojcu.

### Wielka Wojna i II Rzeczpospolita
W czasie wojny został powołany do służby wojskowej, wypełniając zadania cywilno-administracyjne m.in. w niemieckim Ministerstwie Spraw Zagranicznych w Berlinie, a także na terytoriach podbitej Kongresówki, np. roli rzeczoznawcy gospodarczego powiatu rypińskiego.
Po zakończeniu służby wojskowej podjął pracę (od 1.10.1918) jako referent w Departamencie Stanu Rady Regencyjnej w Warszawie. Następnie po odzyskaniu niepodległości, pracował już w Ministerstwie Spraw Zagranicznych, jako kierownik referatu niemieckiego, a później referent spraw zachodnich w Departamencie politycznym MSZ. 11 listopada 1918 r. pozyskał Pałac Saski oraz gmachu przy ul. Miodowej, który zaadaptowano później na siedzibę główną MSZ. Od 1919 r. wchodził w skład komisji kwalifikacyjnej na pracowników dyplomatycznych i konsularnych, a po reorganizacji struktur MSZ objął referat niemiecki Wydziału Północnego Departamentu Polityczno-Dyplomatycznego. W tym samym roku został członkiem Komitetu Plebiscytowego, przygotowującego polską akcję plebiscytową na Warmii, Mazurach i Powiślu, a także znalazł się w delegacji polskiej, która udała się na konferencję w Spa (lipiec 1920 r.). Jesienią 1920 r. został naczelnikiem wydziału w Departamencie Politycznym MSZ, a niespełna pół roku później jego wiceprezesem. Natomiast 11.10.1921 r. mianowano go sekretarzem i referentem Komitetu Politycznego przy Radzie Ministrów kierowanej przez Antoniego Ponikowskiego. W okresie 1923–1924 pełnił stanowisko zastępcy Komisarza Generalnego RP w Wolnym Mieście Gdańsku. Po powrocie do stolicy powierzono mu kierownictwo (a od 11 czerwca funkcję dyrektora) Departamentu Politycznego MSZ. 3 marca 1925 został mianowany Ministrem Rezydentem w Delegacji RP przy Lidze Narodów w Genewie. W ramach wykonywania swoich zadań współpracował m.in. z dyrektorem spraw europejskich francuskiego MSZ Julesem Larocheem przy przygotowywaniu sesji Rady Ligi Narodów. Pełnił tę funkcję do 7 grudnia 1925 r.
10 maja 1926 r. ukonstytuował się trzeci rząd Wincentego Witosa, w którym do zamachu majowego, kierownikiem MSZ został Morawski. Cale wydarzenie skomentował;

„Na moim stosunku do tych spraw ważyły silnie osobiste niedawne przeżycia. Zachowałem głęboki szacunek dla pierwszego Naczelnika Państwa [tj. Józefa Piłsudskiego], na którego tylekroć patrzyłem w Belwederze jako na szlachetne wcielenie odradzającej się Rzeczypospolitej. Nie mogłem jednak ludziom, na których się oparł, wybaczyć zdeptania konstytucji [marcowej] i wywołania bratobójczej walki. Przerwali nią powolny, lecz stały rozwój ku utrwaleniu pojęć państwowości w świadomości społecznej. Oburzałem się, gdy nadal skłonni byli zastępować prawo przemocą”.

Po przejęciu władzy przez sanację, przestał faktycznie pracować w MSZ, gdyż odesłano go na bezterminowy urlop. W tych okolicznościach udał się do swojego majątku w Jurkowie. Powrócił do czynnej polityki za rządu czwartego gabinetu Kazimierza Bartla, kiedy tekę polskiej dyplomacji dzierżył August Zaleski. 31 marca 1929 r. powołano Morawskiego na funkcję członka Górnośląskiej Komisji Mieszanej. Dalsza kariera w MSZ zakończyła po przejęciu władzy nad tym resortem przez Józefa Becka, który 1.06. 1934 r. przeniósł go w stan spoczynku, a sześć miesięcy później na emeryturę, obniżając mu stopień służbowy.
Po zakończeniu pracy w MSZ Morawski zaangażował się lokalnie. W 1934 r. został jednomyślnie wybrany na prezesa Wielkopolskiej Izby Rolniczej. Jednak w ciągu następnych dwóch lat awansował na szczebel ogólnopolski. Najpierw wybrano go jako prezesa Związku Izb i Organizacji Rolniczych RP (od grudnia 1935 r.), a potem do Rady Banku Polskiego jako reprezentanta rolnictwa (od lutego 1936 r.). Z obu tych ostatnich stanowisk musiał zrezygnować w lutym 1937 r., gdyż od listopada 1936 r. otrzymał nominację na wiceministra skarbu u ministra tego resortu i wicepremiera gospodarczego Eugeniusza Kwiatkowskiego. Pracę z nim Morawskim wspominał:

„Współpraca moja z Eugeniuszem Kwiatkowskim ułożyła się pod względem osobistym najpomyślniej i przybrała niebawem cechy wzajemnego przyjaznego zaufania”

### II wojna światowa
Po wybuchu wojny światowej Morawski udał się na emigrację, przedostając się przez Rumunię do Francji. Tam prof. Stanisław Stroński (minister informacji i dokumentacji w rządzie gen. Władysława Sikorskiego) zaprosił do go do pracy w pionie politycznym Biura Celów Wojennych. Morawski okazał się na tyle cennym pracownikiem, że powierzono mu od grudnia 1939 r. kierownictwo działem polityczno-prawnym tegoż organu. Stanowisko to sprawował do 1 maja 1941 r. W tym czasie, po klęsce Francji, wyemigrował do Portugalii, potem do Wielkiej Brytanii, gdzie od maja do 1 września 1941 r. pełnił rolę posła nadzwyczajnego i ministra pełnomocnego przy uchodźczym rządzie Czechosłowacji Edwarda Benesza. 19 września 1941 r. Morawski został członkiem Komitetu Spraw Zagranicznych, do którego także weszli Edward Raczyński (ambasador RP w Anglii; kierownik MSZ), Jan Masaryk (minister spraw zagranicznych Czechosłowacji) i Hubert Ripka (podsekretarza stanu MSZ Czechosłowacji). Oprócz tego jako sekretarz generalny MSZ Morawski niejednokrotnie występował w roli „tymczasowego kierownika MSZ” na posiedzeniach Rady Ministrów. Takich posiedzeń było siedem – w lutym i na początku marca 1942 r. oraz w styczniu 1943 r. Po katastrofie gibraltarskiej, w której zginął premier i Naczelny Wódz gen. Sikorski, Morawski zrezygnował z dalszej pracy jako sekretarz.
1 października 1943 został pierwszym zagranicznym ambasadorem przy Komitecie Wolnej Francji w Algierze. Następnie ambasador rządu RP w Paryżu i niemal natychmiast po przybyciu kontynuował negocjacje z władzami francuskimi w sprawie możliwości mobilizacji Polaków do Polskich Sił Zbrojnych na Zachodzie. Udało mu się to osiągnąć, a 17 lutego 1945 uruchomiano tę akcję. Nie trwała ona długo, gdyż zaniechano jej wraz z wypowiedzeniem przez Francję uznania rządowi polskiemu na uchodźstwie (29 czerwca 1945) i nawiązaniem przez nią stosunków dyplomatycznych z komunistycznym ośrodkiem władzy w Warszawie.

### Dalsze lata
Po cofnięciu uznania, pozostał we Francji jako przedstawiciel polskiego ośrodka politycznego emigracji w Londynie. Nie była to iluzoryczna praca, ponieważ wciąż cieszył się dużą estymą wśród władz francuskich. Nie pozbawiono go żadnych przywilejów dyplomatycznych, posiadał silne kontakty z centralną administracją Francji i wydawał dokumenty, które honorowano nad Sekwaną. Morawski bardzo mocno wspierał społecznie ośrodki polonijne we Francji. W latach 1952–1957 był wiceprezesem Towarzystwa Historyczno-Literackiego w Paryżu. Ponadto, dzięki niemu udało się utrzymać niezależność Biblioteki Polskiej w Paryżu, którą zamierzały przejąć władze PRL (1957). Na początku lat 50. XX w. stał się orędownikiem misji zjednoczeniowej gen. Kazimierza Sosnkowskiego, który prowadził mediacje w celu likwidacji dualizmu władzy polskiej na uchodźstwie. Po ich fiasku opowiedział się po stronie tzw. ośrodka Zjednoczenia. Kandydował nawet na przewodniczącego jej władzy wykonawczej (tzw. Egzekutywy Zjednoczenia Narodowego). W 1957 r. wchodził w skład delegacji polskiej w ACEN (Zgromadzenie Europejskich Narodów Ujarzmionych). W tym samym roku, z jego inicjatywy założono w 1957 Dom Spokojnej Starości Polskiego Funduszu Humanitarnego w Lailly-en-Val, gdzie mieszkał wraz z żoną w ostatnich latach życia. W 1968 r. przeszedł w stan spoczynku.
Współpracował z polskimi czasopismami emigracyjnymi (np. londyńskimi „Wiadomościami”, „Myślą Polską” i monachijską „Na Antenie”), był autorem kilku książek. Był związany z Rozgłośnią Polską Radia Wolna Europa, biorąc udział w wielu audycjach dokumentalnych („Świadkowie historii”) i pogadankach historycznych.
Wysoko ceniony przez gen. Charles’a de Gaulle’a. Po śmierci Kajetana Morawskiego wdowa po generale de Gaulle’u stwierdziła:

„Generał de Gaulle bardzo cenił Ambasadora Morawskiego i miał doń szczerą sympatię” (list kondolencyjny do Macieja Morawskiego z 10 listopada 1973).

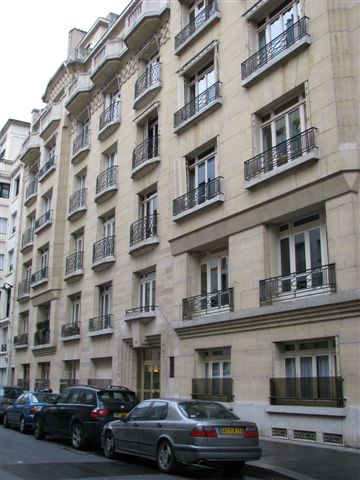
Dom przy 174 rue de l’Université w Paryżu, gdzie mieściło się mieszkanie ambasadora Kajetana Morawskiego, grudzień 2008

Został pochowany na cmentarzu miejskim w Lailly-en-Val (kwatera E, gr. 66), gdzie znajduje się kilkaset grobów Polaków, pozostałych na emigracji we Francji po II wojnie światowej. Członek międzynarodowego PEN Clubu (sekcji pisarzy uchodźców) oraz Rady Fundacji im. Kościelskich.

## Życie prywatne
Od 1915 r. był żonaty z Marią z domu Turno (19.04.1893 – 24.09.1971), z którą miał czworo dzieci: Hieronima (1917–1985), Marię Barbarę Ledóchowską (1921–2007), Magdalenę (ur. w 1922, zginęła w powstaniu warszawskim w sierpniu 1944), Macieja (1929-2021).

## Twórczość
- Tamten brzeg. Wspomnienia i szkice (Księgarnia Polska, Paryż 1960; wydanie 2: Editions Spotkania 1996, wstęp i przypisy Jerzy Marek Nowakowski, ISBN 83-86802-09-X; wydanie 3: Fundacja Editions Spotkania 2018, ISBN 978-83-7982-288-1; Nagroda Wiadomości, Londyn 1960)
- Wspólna droga (Księgarnia Polska, Paryż 1962; wydanie 2 pt. Wspólna droga z Rogerem Raczyńskim. Wspomnienia: wstęp Janusz Pajewski; przedmowa Marcin Libicki; przygotowanie do druku i objaśnienia Przemysław Matusik; Wydawnictwo Poznańskie 1998, ISBN 83-86138-67-X)
- Wczoraj. Pogadanki o niepodległym dwudziestoleciu (Polska Fundacja Kulturalna, Londyn 1967; wydanie drugoobiegowe w Polsce: O niepodległym dwudziestoleciu – II obieg wydawniczy; przedmowa Władysław Żeleński; Głos 1981, 1982)
- Na przełaj (Polska Fundacja Kulturalna, Londyn 1969)

Prace redakcyjne
- Polska w pamiętnikach gen. de Gaulle’a 1944–1946 (wybór tekstów z przedmową Kajetana Morawskiego; Księgarnia Polska, Paryż 1960)

## Ordery i odznaczenia
- Order Orła Białego (pośmiertnie, 11 listopada 1996)[8]
- Krzyż Komandorski z Gwiazdą Orderu Odrodzenia Polski (11 listopada 1937)[9]
- Krzyż Oficerski Orderu Odrodzenia Polski (2 maja 1923)[10][11][12]
- Medal Dziesięciolecia Odzyskanej Niepodległości[10]
- Wielki Oficer Orderu Korony Rumunii (Rumunia)[10]
- Wielki Oficer Orderu św. Sawy (Jugosławia)[10]
- Krzyż Wielki Orderu św. Sylwestra (Stolica Apostolska)[10]
- Komandor Orderu Legii Honorowej (Francja)[10]
- Komandor Orderu Korony (Belgia)[10]
- Komandor Orderu Korony Włoch (Włochy)[10]

## Upamiętnienie
W 1997 powstał o nim film dokumentalny pt. Ambasador Atlantydy (reż. Piotr Morawski, scen. Ryszard Kaczyński). W 2009 jego imię nadano Liceum Ogólnokształcącemu i Zasadniczej Szkole Zawodowej w Krzywiniu.